# (36767) 2000 RG92
2000 RG92 (asteroide 36767) é um asteroide da cintura principal. Possui uma excentricidade de 0.10876410 e uma inclinação de 5.81702º.
Este asteroide foi descoberto no dia 3 de setembro de 2000 por LINEAR em Socorro.